# Канафосты
Канафосты (укр. Канафости) — село в Рудковской городской общине Самборского района Львовской области Украины.
Население по переписи 2001 года составляло 296 человек. Занимает площадь 2,54 км². Почтовый индекс — 81432. Телефонный код — 3236.